# Zlatna groznica (film)
Zlatna groznica (engl. The Gold Rush) je američki nemi humoristički film iz 1925. godine, reditelja, scenariste, producenta i glavnog glumca Čarlija Čaplina. Uz Čaplina, u filmu su takođe glumili Džordžija Hejl, Mak Svejn, Tom Mari, Henri Bergam i Malkom Vejt.
Čaplin je dobio inspiraciju za film iz gotografija Klondajške zlatne groznice, kao i iz priče o Doner grupi, koji su, kada su se našli snegom zatrpani u planinama Sijera Nevada, bili prinuđeni da pribegnu kanibalizmu ili jedenju kože sa svojih cipela. Čaplin, koji je verovao da tragedija i komedija nisu daleko jedno od drugog, odlučio je da spoji ove priče teškoća i užasa u komediju. Odlučio je da njegov slavni lik Skitnice postane tragač za zlatom koji će se pridruži hrabrom optimisti odlučnom u suočavanju sa svim zamkama povezanim sa potragom za zlatom, poput bolesti, gladi, usamljenosti ili mogućnosti da u bilo kojem trenutku može biti napadnut od strane grizlija. U filmu su se mogle videti scene Čaplina kako kuva cipele i sanja o njima, ili kako ga izgladnjeli prijatelj Veliki Džim vidi kao kokošku.
Zlatna groznica je bila nominovana za Oskara u kategoriji za najbolju muziku i najbolje snimanje zvuka nakon reizdanja 1942. godine. Danas je ovo jedno od najpoznatijih Čaplinovih dela, a on sam je nekoliko puta izjavio da je to film za koji je najviše želeo da pamte po njemu.

## Radnja
Sledi zaplet ponovnog izdanja iz 1942. godine:
Veliki Džim, tragač za zlatom tokom Klondajške zlatne groznice, pronašao je ogromno ležište zlata na svojoj parceli zemlje kada udari mećava. Usamnjeni prospektor se gubi u istoj mećavi dok istovremeno traži zlato. On upada u kolibu Crnog Larsena, traženog kriminalca. Larsen pokušava da izbaci prospektora kad se Džim takođe nađe unutra. Larsen pokušava obojicu da uplaši puškom, ali Džim je nadmoćan, a njih trojica pristaju na nelagodno primirje koje im omogućava da ostanu u kolibi.
Kad oluja potraje toliko dugo da nestane hrane, sva trojica će morati da izađu u mećavu da bi našli nešto za jelo. Larsen se gubi i napušta kolibu. Dok napolju traži hranu, nailazi na Džimovo ležište zlata i odlučuje da ga ostavi tamo dok se Džim ne vrati.
U međuvremenu, ova dvojica su toliko očajni u kolibi, da kuvaju i jedu prospektorove cipele. Kasnije, kada se Džim razljuti, zamišlja prospektora kao džinovsku kokošku i napadne ga. U tom trenutku medved ulazi u kolibu, a njih dvojica ga ubijaju, čime obezbeđuju hranu.
Nakon što  se oluja smiri, obojica napuštaju kabinu. Prospektor nastavlja prema obližnjem gradu, dok se Džim vraća do svog ležišta zlata. Tamo ga Larsen onesvešćuje lopatom. Dok beži sa nekim iskopanim zlatom, Larsena ubija lavina. Džim se vraća svesti i luta po snegu, izgubivši sećanje od udarca. Kada se vrati u grad, njegovo sećanje je delimično vraćeno i seća se da je pronašao veliko ležište zlata, da je ležište bilo blizu određene kolibe i da je ostao u kolibi sa prospektorom. Ali ne zna ni mesto ležišta ni kolibe. Zbog toga, on ide u potragu za prospektorom u nadi da će ga odvesti do kolibe.
Prospektor stiže u grad i upoznaje Džordžiju, devojku iz plesne dvorane. Da bi iritirala Džeka, ona ga odbija jer joj agresivno prilazi i gnjavi je za ples, pa se umesto toga odlučuje na ples sa „najljubaznijim muškarcem u plesnoj dvorani”, prospektom, koji se odmah zaljubljuje u nju. Nakon što se ponovo sretnu, ona prihvata njegov poziv za novogodišnju večeru, ali ga ne shvata je ozbiljno i ubrzo zaboravlja na obećanje. Na Novu godinu, dok čeka da stigne na večeru, prospektor zamišlja da je zabavlja plesom peciva na viljuškama. Kada Džordžija ne stigne do ponoći, on sam šeta ulicama, očajan. U tom trenutku se ona seća njegovog poziva i odlučuje da ga poseti. Pronalazeći njegov dom prazan, ali videvši pomno pripremljenu večeru i poklon za nju, ona se promenila i priprema mu belešku u kojoj traži da razgovara s njim.
Kada prospektor dobije poruku, on kreće u potragu za Džordžijom. Ali istog trenutka, Džim ga pronalazi i odvlači u potragu za kolibom, pružajući prospektoru dovoljno vremena da zaboravi na Džordžiju i da se uskoro vratiti kao milioner. Džim i prospektor pronalaze kolibu i ostaju u njoj celu noć. Preko noći, jedna mećava odvlači kolibu napola preko litice odmah pored Džimovog ležišta zlata. Sledećeg jutra koliba se opasno ljulja preko ivice litice, dok njih dvojica pokušavaju da pobegnu. Najzad, Džim uspeva da izađe i da se izvuče prospektora na sigurno pre nego što kabina padne sa litice. 
Godinu dana kasnije obojica su se obogatili, ali prospektor nikada nije uspeo da pronađe Džordžiju. Vraćaju se u Sjedinjene Američke Države sa brodom na kojem, nepoznato njima, takođe putuje Džordžija. Kada prospektor pristane da obuče svoju staru odeću za slikanje, on pada niz stepenice i ponovo se susreće sa Džordžijom. Ona misli da je on slepi putnik i pokušava da ga spasi od brodske posade, ali nesporazum je ubrzo otklonjen i oboje su srećni zajedno. 

## Uloge
- Čarli Čaplin (kao skitnica) kao usamljeni prospektor
- Mak Svejn kao Veliki Džim Makaj
- Tom Mari kao Crni Larsen
- Henri Bergman kao Henk Kertis
- Malkolm Vejt kao Džek Kameron
- Džordžija Hejl kao Džordžija
- Stenli „Tajni” Sandford kao barmen
- Sem Alen kao čovek u plesnoj dvorani

## Produkcija
Lita Grej, sa kojom se Čaplin oženio sredinom 1924. godine, prvobitno je dobila glavnu žensku ulogu, ali zbog trudnoće ju je zamenila Džordžija Hejl. Iako fotografije Grejove postoje u filmu, dokumentarni filmovi poput Nepoznati Čaplin i Čaplin danas: Zlatna groznica ne sadrže nikakve filmske snimke o njoj. Govoreći o snimanju filma u dokumentarnoj seriji Nepoznati Čaplin, Hejlova je otkrila da je idealizovala Čaplina još od detinjstva, te da je poslednja scena originalne verzije, u kojoj se njih dvoje ljube, odražavala stanje njihovog odnosa do tada; Čaplinov brak sa Litom Grej propao je tokom produkcije filma. Hejlova o svom odnosu s Čaplinom govori u svom memoaru Čarli Čaplin: Intimni krupni planovi.
Čaplin je pokušao da snimi mnoge scene na lokaciji u blizini Trakija, u Kaliforniji, početkom 1924. godine. Odustao je od većine ovih snimaka, uključujući i usamnjenog prospektora kojeg je kroz sneg progonio Veliki Džim, umesto oko kolibe kao u finalnom filmu, zadržavši samo početnu scenu filma. Završni film snimljen je na zadnjoj sceni i u pozornici holivudskog studija Čaplin, gde su napravljeni složeni setovi.

## Zarada
Film Zlatna groznica postigao je ogroman uspeh u SAD i širom sveta. To je peti nemi film u istoriji bioskopa koji je najviše zaradio, a na blagajni 1926. uzeo je više od 4.250.001 dolara. Čaplin je prilikom objavljivanja izjavio da je to film po kome bi želeo da bude upamćen.
United Artists je imao zaradu od milona dolara, a sam Čaplin preko 2 miliona dolara. 

## Prijem
Kritičari su uglavnom hvalili originalno izdanje Zlatne groznice iz 1925. godine. Mordont Hol napisao je u The New York Times-u: 
Ovo je komedija sa tragovima poezije, patosa, nežnosti, povezana sa grubošću i bujnošću. To je izvanredan dragulj svih Čaplinovih ostvarenja, jer ima više razmišljanja i originalnosti čak i od remek-dela kao što su Mališan i O desno rame.
Variety je takođe dao pozitivnu recenziju, rekavši da je to „najbolja i najsloženija komedija ikad snimljena i da će godinama biti najveći hit na njenom polju, baš kao što je Rađanje jedne nacije i dalje bez konkurenata u dramatičnoj klasi”.
The New Yorker je objavio mešovitu kritiku, verujući da dramatični elementi filma ne deluju dobro uz Čaplinov poznati slepstik.
 Ipak, ovaj list je uvrstio Zlatnu groznicu na svoju listu najboljih deset filmova 1925. godine. 
Na Svetskom sajmu u Briselu 1958. godine, kritičari su ga ocenili drugim najboljim filmom u istoriji, iza filma Sergeja Ejzenštejna, Oklopnjača Potemkin. Kongresna biblioteka je 1992. godine Zlatnu groznicu izabrala za očuvanje u Nacionalnom filmskom registru Sjedinjenih Država kao „kulturno, istorijski ili estetski bitan film”.
Čaplinov biograf Džefri Vans smatra da je Zlatna groznica najbolje Čaplinovo ostvarenje ere nemog filma. Vans piše: „Zlatna groznica je zasigurno njegov najveći i najambiciozniji nemi film; to je bila najduža i najskuplja komedija producirana do tada. Film sadrži mnoge od najpoznatijih Čaplinovih humorističkih sekvenci, uključujući kuvanje i jedenje njegove cipele, ples pecivima i teturajuću kolibu. Međutim, veličina Zlatne groznice ne počiva samo na njegovim sekvencama komedije, već i na činjenici da su tako potpuno integrisani u karakrer vođen naravi”. Čaplin nije imao rezerve oko gotovog proizvoda. Zapravo, u savremenoj javnosti za film citiran je: „Ovo je film po kojem želim da me pamte.”
Američki filmski institut je postavio ovaj film na više svojih spiskova: 
- 1998: 100 godina AFI-ja... 100 filmova – #74[9]
- 2000: 100 godina AFI-ja... 100 komedija – #25[10]
- 2007: 100 godina AFI-ja... 100 filmova (izdanje povodom 10. godišnjice) – #58[11]

## Ponovno izdanje 1942.
Čaplin je 1942. izdao novu verziju Zlatne groznice, modifikujući originalni nemi film iz 1925. godine, dodavši snimljenu muziku, novinarski tekst koji je sam snimio, i pooštrivši montažu, što je smanjilo vreme trajanja filma za nekoliko minuta. Film je dodatno skraćen pokretanjem brzinom od 24 kadra u sekundi zvučnih filmova. Kao i većina nemih filmova, i on je prvobitno sniman i prikazan sporijom brzinom. Čaplin je takođe promenio neke tačke zapleta. Pored uklanjanja poljupca na kraju, druga izmena uklonila je deo u kojem je Usamljeni prospektor nateran da veruje da je Džordžija zaljubljena u njega.
Nova muzika Maksa Tera i zvučni snimak Džejmsa L. Fildsa nominovani su za Oskara 1943. godine. 
Zlatna groznica je bila prvi od Čaplinovih klasičnih nemih filmova koje je pretvorio u zvučne. Blu-ray izdanje iz 2012. otkrilo je da je ponovno objavljivanje Zlatne groznice sačuvalo većinu snimaka iz originalnog filma. Čak i restaurirani otisak originala iz 1925. godine pokazuje primetnu degradaciju slike i nestalih okvira, artefakata koji nisu viđeni u verziji iz 1942. godine.

## Autorska prava i kućni video
Godine 1953. originalni film iz 1925. ušao je u javno vlasništvo u SAD, jer Čaplin nije obnovio registraciju autorskih prava 28. godine nakon objavljivanja u skladu s tadašnjim američkim zakonom. Kao takav, film je nekada bio široko dostupan u kućnom videu u SAD. U godinama od kada je imanje Čaplin blokiralo neovlašćena izdanje Zlatne groznice u Sjedinjenim Državama, tvrdeći da film u URAA / GATT-u ostaje pod autorskim pravima u Ujedinjenom Kraljevstvu.
Godine 2012, i rekonstrukcija bešumne verzije iz 1925. i verzije reizdanja sa pripovetkom iz 1942. objavljene su na Blu-ray formatu od strane Criterion Collection-a. Ovaj set je uključivao novu audio-komentarsku numeru Čaplinovog biografa i naučnika Džefrija Vansa.

## U popularnoj kulturi
„Rol dens” koji lik prospektora izvodi u filmu smatra se jednom od najupečatljivijih scena u istoriji filma, iako je Rosko Arbakl nešto slično uradio u filmu Gruba kuća iz 1917. godine, u kome je glumio i Baster Kiton. Kerli Hauard je 1935. godine u filmu Pardon My Scotch napravio kratak omaž ovome. Lik Ane Karine u filmu Biti drugačiji od grupe pravi referencu na to pre čuvene plesne scene. U novije vreme, replikovao ga je Robert Dauni Junior u ulozi Čarlija Čaplina u filmu Čaplin iz 1992. godine, koji takođe ukratko prikazuje produkciju filma Zlatna groznica; Lik Džonija Depa u filmu Beni i Džon iz 1993. godine; deka Simson u epizodi Simpsonovih iz 1994. godine, „Lady Bouvier's Lover”; i lika Ejmi Adams u filmu Mapetovci. Scena kolibe koja visi na litici je sekvenca korišćena u dva indijska filma: Michael Madana Kama Rajan (1990) i Welcome (2007).

## Spoljašnje veze
- Zlatna groznica esej Daren R. Reid i Bret Sanders u Nacionalni registar filmove sajt
- Zlatna groznica na sajtu  (jezik: engleski)
- Zlatna groznica na sajtu  (jezik: engleski)
- Zlatna groznica na sajtu AllMovie (jezik: engleski)
- Zlatna groznica na sajtu  (jezik: engleski)
- na sajtu  (језик: енглески)
- na sajtu  (језик: енглески)
- Najveće Filmovi: Zlatna Groznica
- Bibliografija
- Zlatna groznica: Kao dobar kao zlato esej Luka Santa za kriterijum kolekcija